# DTB German Pro Series

Logo des Deutschen Tennis Bundes

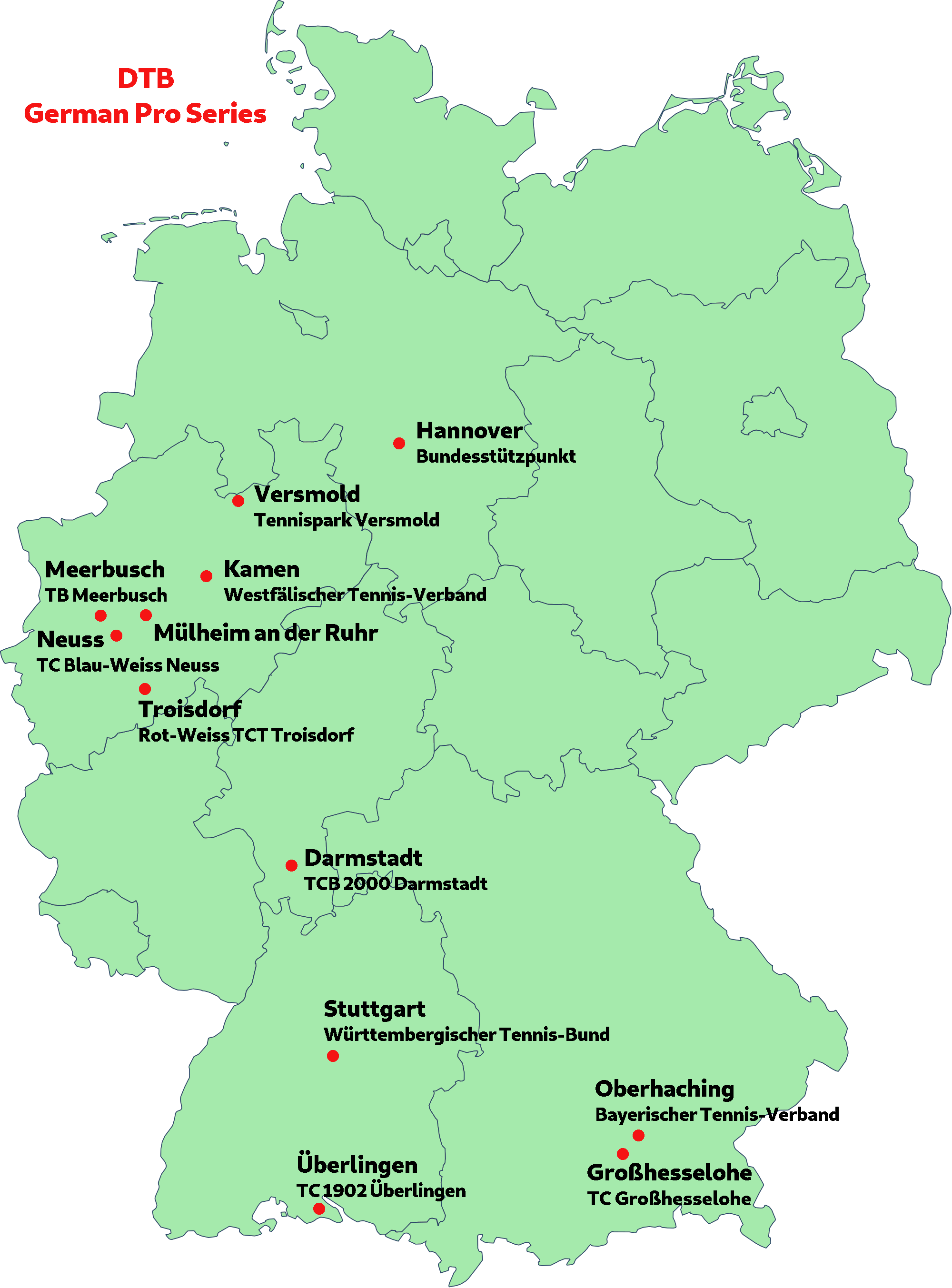
Austragungsorte der DTB German Pro Series 2020

Die DTB German Pro Series waren eine Tennisturnier-Einladungsserie des Deutschen Tennis Bundes, die aufgrund der COVID-19-Pandemie in Deutschland 2020 als Ersatz für die unterbrochenen Turnierserien ATP Tour 2020, ATP Challenger Tour 2020, WTA Tour 2020, WTA Challenger Series 2020 und ITF World Tennis Tour 2020 ins Leben gerufen wurde, um deutschen Spielern die Möglichkeit zu geben Matchpraxis zu sammeln. Der Start der Turnierrunden war am 9. Juni 2020 und endete mit den Finals der Damen am 26. Juli 2020.

## Spielorte
Die einzelnen Turnierrunden der DTB German Pro Series fanden auf diesen Tennisanlagen statt. Wegen eines Corona-Ausbruchs bei der Firma Tönnies in Rheda-Wiedenbrück, und den dadurch verhängten Lockdown für den Kreis Gütersloh, wurde die Haupt- und Bonusrunde der Herren in Versmold nach Mülheim an der Ruhr verlegt.
- Bundesstützpunkt in Hannover
- Tennispark Versmold in Versmold
- TB Meerbusch in Meerbusch
- Westfälischer Tennis-Verband in Kamen
- TC Blau-Weiss Neuss in Neuss
- Tennis Center Moraing in Mülheim an der Ruhr
- Rot-Weiss TCT Troisdorf in Troisdorf
- TCB 2000 Darmstadt in Darmstadt
- Württembergischer Tennis-Bund in Stuttgart
- TC 1902 Überlingen in Überlingen
- Bayerischer Tennis-Verband in Oberhaching
- TC Großhesselohe in Großhesselohe

## Herren

### Vorrunde

#### Gruppe 1 (Troisdorf)
| Datum         | Begegnungen                               | Ergebnisse    |
| ------------- | ----------------------------------------- | ------------- |
| 11. Juni 2020 | Jeremy Jahn – Marvin Möller               | 3:6, 6:0, 6:3 |
| 11. Juni 2020 | Cedrik-Marcel Stebe – Nino Ehrenschneider | 7:63, 6:0     |
| 12. Juni 2020 | Jeremy Jahn – Nino Ehrenschneider         | 4:6, 1:6      |
| 12. Juni 2020 | Cedrik-Marcel Stebe – Marvin Möller       | 7:5, 2:6, 6:4 |
| 13. Juni 2020 | Nino Ehrenschneider – Marvin Möller       | 4:6, 6:3, 6:2 |
| 13. Juni 2020 | Cedrik-Marcel Stebe – Adrian Oetzbach VH1 | 6:1, 7:67     |

| #  | Spieler                     | Spiele S/N | Sätze S/N |
| -- | --------------------------- | ---------- | --------- |
| 1. | Cedrik-Marcel Stebe         | 3:0        | 6:1       |
| 2. | Nino Ehrenschneider         | 2:1        | 4:3       |
| 3. | Marvin Möller               | 1:2        | 4:5       |
| 4. | Adrian Oetzbach Jeremy Jahn | 0:1 0:2    | 0:2 1:4   |

#### Gruppe 2 (Überlingen)
| Datum         | Begegnungen                            | Ergebnisse     |
| ------------- | -------------------------------------- | -------------- |
| 11. Juni 2020 | Sebastian Fanselow – Christoph Negritu | 4:6, 5:7       |
| 11. Juni 2020 | Johannes Härteis – Mika Lipp           | 6:0, 6:0       |
| 12. Juni 2020 | Sebastian Fanselow – Mika Lipp         | 2:6, 2:6       |
| 12. Juni 2020 | Johannes Härteis – Christoph Negritu   | 7:65, 3:6, 6:2 |
| 13. Juni 2020 | Mika Lipp – Christoph Negritu          | 7:5, 3:6, 3:6  |
| 13. Juni 2020 | Johannes Härteis – Sebastian Fanselow  | 6:4, 6:4       |

| #  | Spieler            | Spiele S/N | Sätze S/N |
| -- | ------------------ | ---------- | --------- |
| 1. | Johannes Härteis   | 3:0        | 6:1       |
| 2. | Christoph Negritu  | 2:1        | 5:3       |
| 3. | Mika Lipp          | 1:2        | 3:4       |
| 4. | Sebastian Fanselow | 0:3        | 0:6       |

#### Gruppe 3 (Großhesselohe)
| Datum         | Begegnungen                      | Ergebnisse |
| ------------- | -------------------------------- | ---------- |
| 9. Juni 2020  | Daniel Masur – Kevin Krawietz    | 7:5, 7:5   |
| 9. Juni 2020  | Peter Gojowczyk – Milan Welte    | 4:6, 4:6   |
| 10. Juni 2020 | Daniel Masur – Milan Welte       | 7:67, 6:2  |
| 10. Juni 2020 | Peter Gojowczyk – Kevin Krawietz | 6:2, 7:5   |
| 11. Juni 2020 | Milan Welte – Kevin Krawietz     | 0:6, 2:6   |
| 11. Juni 2020 | Peter Gojowczyk – Daniel Masur   | 2:6, 3:6   |

| #  | Spieler         | Spiele S/N | Sätze S/N |
| -- | --------------- | ---------- | --------- |
| 1. | Daniel Masur    | 3:0        | 6:0       |
| 2. | Kevin Krawietz  | 1:2        | 2:4       |
| 3. | Peter Gojowczyk | 1:2        | 2:4       |
| 4. | Milan Welte     | 1:2        | 2:4       |

#### Gruppe 4 (Neuss)
| Datum         | Begegnungen                                  | Ergebnisse     |
| ------------- | -------------------------------------------- | -------------- |
| 9. Juni 2020  | Mats Rosenkranz – Peter Heller               | 6:1, 6:0       |
| 9. Juni 2020  | Jan-Lennard Struff – Benito Sanchez Martinez | 6:2, 6:4       |
| 10. Juni 2020 | Mats Rosenkranz – Benito Sanchez Martinez    | 4:6, 6:0, 6:1  |
| 10. Juni 2020 | Jan-Lennard Struff – Peter Heller            | 6:3, 6:4       |
| 11. Juni 2020 | Benito Sanchez Martinez – Peter Heller       | 4:6, 2:6       |
| 11. Juni 2020 | Jan-Lennard Struff – Mats Rosenkranz         | 6.4, 6:72, 4:6 |

| #  | Spieler                 | Spiele S/N | Sätze S/N |
| -- | ----------------------- | ---------- | --------- |
| 1. | Mats Rosenkranz         | 3:0        | 6:2       |
| 2. | Jan-Lennard Struff      | 2:1        | 5:2       |
| 3. | Peter Heller            | 1:2        | 2:4       |
| 4. | Benito Sanchez Martinez | 0:3        | 1:6       |

#### Gruppe 5 (Troisdorf)
| Datum         | Begegnungen                           | Ergebnisse    |
| ------------- | ------------------------------------- | ------------- |
| 11. Juni 2020 | Daniel Altmaier – Lucas Gerch         | 6:2, 7:65     |
| 11. Juni 2020 | Maximilian Marterer – Niklas Guttau   | 6:1, 6:3      |
| 12. Juni 2020 | Daniel Altmaier – Niklas Guttau       | 6:3, 4:6, 6:3 |
| 12. Juni 2020 | Maximilian Marterer – Lucas Gerch     | 6:3, 6:1      |
| 13. Juni 2020 | Niklas Guttau – Lucas Gerch           | 4:6, 3:6      |
| 13. Juni 2020 | Maximilian Marterer – Daniel Altmaier | 3:6, 0:6      |

| #  | Spieler             | Spiele S/N | Sätze S/N |
| -- | ------------------- | ---------- | --------- |
| 1. | Daniel Altmaier     | 3:0        | 6:1       |
| 2. | Maximilian Marterer | 2:1        | 4:2       |
| 3. | Lucas Gerch         | 1:2        | 2:4       |
| 4. | Niklas Guttau       | 0:3        | 1:6       |

#### Gruppe 6 (Überlingen)
| Datum         | Begegnungen                   | Ergebnisse     |
| ------------- | ----------------------------- | -------------- |
| 11. Juni 2020 | Peter Torebko – Louis Weßels  | 7:64, 6:3      |
| 11. Juni 2020 | Yannick Maden – Philip Florig | 6:3, 6:1       |
| 12. Juni 2020 | Peter Torebko – Philip Florig | 6:1, 6:1       |
| 12. Juni 2020 | Yannick Maden – Louis Weßels  | 3:6, 3:6       |
| 13. Juni 2020 | Philip Florig – Louis Weßels  | 2:6, 2:6       |
| 13. Juni 2020 | Yannick Maden – Peter Torebko | 4:6, 7:64, 4:6 |

| #  | Spieler       | Spiele S/N | Sätze S/N |
| -- | ------------- | ---------- | --------- |
| 1. | Peter Torebko | 3:0        | 6:1       |
| 2. | Louis Weßels  | 2:1        | 4:2       |
| 3. | Yannick Maden | 1:2        | 3:4       |
| 4. | Philip Florig | 0:3        | 0:6       |

#### Gruppe 7 (Großhesselohe)
| Datum         | Begegnungen                           | Ergebnisse     |
| ------------- | ------------------------------------- | -------------- |
| 9. Juni 2020  | Matthias Bachinger – Tobias Simon     | 4:6, 6:75      |
| 9. Juni 2020  | Yannick Hanfmann – Max Hans Rehberg   | 6:2, 6:0       |
| 10. Juni 2020 | Matthias Bachinger – Max Hans Rehberg | 2:6, 4:6       |
| 10. Juni 2020 | Yannick Hanfmann – Tobias Simon       | 6:3, 6:2       |
| 11. Juni 2020 | Max Hans Rehberg – Tobias Simon       | 3:6, 7:65, 6:3 |
| 11. Juni 2020 | Yannick Hanfmann – Matthias Bachinger | 6:4, 6:4       |

| #  | Spieler            | Spiele S/N | Sätze S/N |
| -- | ------------------ | ---------- | --------- |
| 1. | Yannick Hanfmann   | 3:0        | 6:0       |
| 2. | Max Hans Rehberg   | 2:1        | 4:3       |
| 3. | Tobias Simon       | 1:2        | 3:4       |
| 4. | Matthias Bachinger | 0:3        | 0:6       |

#### Gruppe 8 (Neuss)
| Datum         | Begegnungen                | Ergebnisse     |
| ------------- | -------------------------- | -------------- |
| 9. Juni 2020  | Julian Lenz – Kai Wehnelt  | 7:62, 3:6, 4:6 |
| 9. Juni 2020  | Oscar Otte – Max Wiskandt  | 6:1, 6:3       |
| 10. Juni 2020 | Julian Lenz – Max Wiskandt | 6:3, 6:2       |
| 10. Juni 2020 | Oscar Otte – Kai Wehnelt   | 6:2, 6:1       |
| 11. Juni 2020 | Max Wiskandt – Kai Wehnelt | 6:4, 3:6, 1:6  |
| 11. Juni 2020 | Oscar Otte – Julian Lenz   | 3:6, 6:3, 3:6  |

| #  | Spieler      | Spiele S/N | Sätze S/N |
| -- | ------------ | ---------- | --------- |
| 1. | Oscar Otte   | 2:1        | 5:2       |
| 2. | Julian Lenz  | 2:1        | 5:3       |
| 3. | Kai Wehnelt  | 2:1        | 4:4       |
| 4. | Max Wiskandt | 0:3        | 1:6       |

#### Platzierungsspiele
| Datum                       | Begegnungen                                                 | Ergebnisse            |
| --------------------------- | ----------------------------------------------------------- | --------------------- |
| Gruppen 3 + 7 12. Juni 2020 | Spiel um Platz 7: Milan Welte – Matthias Bachinger          | 5:2 Aufgabe Bachinger |
| Gruppen 3 + 7 12. Juni 2020 | Spiel um Platz 5: Peter Gojowczyk – Tobias Simon            | 3:3 Aufgabe Simon     |
| Gruppen 3 + 7 12. Juni 2020 | Spiel um Platz 3: Kevin Krawietz – Max Hans Rehberg         | 5:7, 6:4, 6:74        |
| Gruppen 3 + 7 12. Juni 2020 | Spiel um Platz 1: Daniel Masur – Yannick Hanfmann           | 5:7, 2:6              |
| Gruppen 4 + 8 12. Juni 2020 | Spiel um Platz 7: Benito Sanchez Martinez – Max Wiskandt    | 7:5, 3:6, 6:4         |
| Gruppen 4 + 8 12. Juni 2020 | Spiel um Platz 5: Peter Heller – Kai Wehnelt                | 6:4, 6:4              |
| Gruppen 4 + 8 12. Juni 2020 | Spiel um Platz 3: Jan-Lennard Struff – Julian Lenz          | 6:73, 6:0, 6:1        |
| Gruppen 4 + 8 12. Juni 2020 | Spiel um Platz 1: Mats Rosenkranz – Oscar Otte              | 2:6, 2:6              |
| Gruppen 1 + 5 14. Juni 2020 | Spiel um Platz 7: Adrian Oetzbach VH2 – Niklas Guttau       | 6:3, 2:6, 6:2         |
| Gruppen 1 + 5 14. Juni 2020 | Spiel um Platz 5: Marvin Möller – Lucas Gerch               | 4:6, 5:7              |
| Gruppen 1 + 5 14. Juni 2020 | Spiel um Platz 3: Nino Ehrenschneider – Maximilian Marterer | 2:6, 1:6              |
| Gruppen 1 + 5 14. Juni 2020 | Spiel um Platz 1: Cedrik-Marcel Stebe – Daniel Altmaier     | 5:7, 6:4, 3:6         |
| Gruppe 2 + 6 14. Juni 2020  | Spiel um Platz 7: Sebastian Fanselow – Philip Florig        | Abgesagt              |
| Gruppe 2 + 6 14. Juni 2020  | Spiel um Platz 5: Mika Lipp – Yannick Maden                 | 1:6, 6:4, 6:2         |
| Gruppe 2 + 6 14. Juni 2020  | Spiel um Platz 3: Christoph Negritu – Louis Weßels          | 6:1, 7:64             |
| Gruppe 2 + 6 14. Juni 2020  | Spiel um Platz 1: Johannes Härteis – Peter Torebko          | 3:6, 3:6              |

### Zwischen- und Bonusrunde

#### Zwischenrunde

##### Gruppe 1 (Oberhaching)
| Datum         | Begegnungen                            | Ergebnisse     |
| ------------- | -------------------------------------- | -------------- |
| 23. Juni 2020 | Cedrik-Marcel Stebe – Johannes Härteis | 6:4, 6:3       |
| 23. Juni 2020 | Daniel Masur – Max Hans Rehberg        | 6:2, 7:65      |
| 24. Juni 2020 | Cedrik-Marcel Stebe – Daniel Masur     | 6:3, 6:1       |
| 24. Juni 2020 | Johannes Härteis – Max Hans Rehberg    | 3:6, 2:6       |
| 25. Juni 2020 | Cedrik-Marcel Stebe – Max Hans Rehberg | 6:1, 6:3       |
| 25. Juni 2020 | Daniel Masur – Johannes Härteis        | 6:73, 6:1, 5:7 |

| #  | Spieler             | Spiele S/N | Sätze S/N |
| -- | ------------------- | ---------- | --------- |
| 1. | Cedrik-Marcel Stebe | 3:0        | 6:0       |
| 2. | Daniel Masur        | 1:2        | 3:5       |
| 3. | Max Hans Rehberg    | 1:2        | 2:4       |
| 4. | Johannes Härteis    | 1:2        | 2:5       |

| Datum         | Begegnungen                                           | Ergebnisse    |
| ------------- | ----------------------------------------------------- | ------------- |
| 26. Juni 2020 | Spiel um Platz 3: Max Hans Rehberg – Johannes Härteis | 3:6, 2:6      |
| 26. Juni 2020 | Spiel um Platz 1: Cedrik-Marcel Stebe – Daniel Masur  | 3:6, 6:2, 6:3 |

##### Gruppe 2 (Großhesselohe)
| Datum         | Begegnungen                          | Ergebnisse    |
| ------------- | ------------------------------------ | ------------- |
| 23. Juni 2020 | Julian Lenz – Kevin Krawietz         | 5:7, 5:7      |
| 23. Juni 2020 | Maximilian Marterer – Peter Torebko  | 7:69, 6:4     |
| 24. Juni 2020 | Peter Torebko – Kevin Krawietz       | 4:6, 2:6      |
| 24. Juni 2020 | Maximilian Marterer – Julian Lenz    | 6:4, 6:4      |
| 25. Juni 2020 | Julian Lenz – Peter Torebko          | 3:6, 6:1, 4:6 |
| 25. Juni 2020 | Maximilian Marterer – Kevin Krawietz | 7:6, 6:4      |

| #  | Spieler             | Spiele S/N | Sätze S/N |
| -- | ------------------- | ---------- | --------- |
| 1. | Maximilian Marterer | 3:0        | 6:0       |
| 2. | Kevin Krawietz      | 2:1        | 4:2       |
| 3. | Peter Torebko       | 1:2        | 2:5       |
| 4. | Julian Lenz         | 0:3        | 1:6       |

| Datum         | Begegnungen                                                   | Ergebnisse    |
| ------------- | ------------------------------------------------------------- | ------------- |
| 26. Juni 2020 | Spiel um Platz 3: Peter Torebko – Julian Lenz                 | 2:6, 6:3, 5:7 |
| 26. Juni 2020 | Spiel um Platz 1: Maximilian Marterer – Jeremy Schifries ZBH1 | 6:2, 6:2      |

##### Gruppe 3 (Neuss)
| Datum         | Begegnungen                          | Ergebnisse    |
| ------------- | ------------------------------------ | ------------- |
| 24. Juni 2020 | Yannick Hanfmann – Christoph Negritu | 6:4, 7:63     |
| 24. Juni 2020 | Daniel Altmaier – Mats Rosenkranz    | 2:6, 6:4, 6:4 |
| 25. Juni 2020 | Yannick Hanfmann – Daniel Altmaier   | 6:4, 6:2      |
| 25. Juni 2020 | Christoph Negritu – Mats Rosenkranz  | 6:72, 1:6     |
| 26. Juni 2020 | Yannick Hanfmann – Mats Rosenkranz   | 3:6, 4:6      |
| 26. Juni 2020 | Daniel Altmaier – Christoph Negritu  | 7:65, 6:1     |

| #  | Spieler           | Spiele S/N | Sätze S/N |
| -- | ----------------- | ---------- | --------- |
| 1. | Mats Rosenkranz   | 3:0        | 6:1       |
| 2. | Yannick Hanfmann  | 2:1        | 4:2       |
| 3. | Daniel Altmaier   | 2:1        | 4:3       |
| 4. | Christoph Negritu | 0:3        | 0:6       |

| Datum         | Begegnungen                                           | Ergebnisse    |
| ------------- | ----------------------------------------------------- | ------------- |
| 27. Juni 2020 | Spiel um Platz 3: Daniel Altmaier – Christoph Negritu | 6:4, 7:5      |
| 27. Juni 2020 | Spiel um Platz 1: Yannick Hanfmann – Mats Rosenkranz  | 4:6, 6:4, 6:4 |

##### Gruppe 4 (Mülheim an der Ruhr)
| Datum         | Begegnungen                         | Ergebnisse    |
| ------------- | ----------------------------------- | ------------- |
| 24. Juni 2020 | Oscar Otte – Nino Ehrenschneider    | 6:2, 6:2      |
| 24. Juni 2020 | Yannick Maden – Louis Weßels        | 6:4, 6:4      |
| 25. Juni 2020 | Louis Weßels – Nino Ehrenschneider  | 3:6, 6:3, 7:5 |
| 25. Juni 2020 | Yannick Maden – Oscar Otte          | 7:61, 6:4     |
| 26. Juni 2020 | Oscar Otte – Louis Weßels           | 6:3, 6:2      |
| 26. Juni 2020 | Yannick Maden – Nino Ehrenschneider | 6:3, 6:1      |

| #  | Spieler             | Spiele S/N | Sätze S/N |
| -- | ------------------- | ---------- | --------- |
| 1. | Yannick Maden       | 3:0        | 6:0       |
| 2. | Oscar Otte          | 2:1        | 4:2       |
| 3. | Louis Weßels        | 1:2        | 2:5       |
| 4. | Nino Ehrenschneider | 0:3        | 1:6       |

| Datum         | Begegnungen                                          | Ergebnisse |
| ------------- | ---------------------------------------------------- | ---------- |
| 27. Juni 2020 | Spiel um Platz 3: Louis Weßels – Nino Ehrenschneider | 6:4, 7:61  |
| 27. Juni 2020 | Spiel um Platz 1: Yannick Maden – Oscar Otte         | 3:6, 4:6   |

#### Bonusrunde

##### Gruppe 5 (Oberhaching)
| Datum         | Begegnungen                        | Ergebnisse     |
| ------------- | ---------------------------------- | -------------- |
| 23. Juni 2020 | Matthias Bachinger – Niklas Guttau | 6:3, 6:1       |
| 23. Juni 2020 | Peter Heller – Philip Florig       | 6:0, 6:1       |
| 24. Juni 2020 | Matthias Bachinger – Peter Heller  | 6:74, 4:6      |
| 24. Juni 2020 | Niklas Guttau – Philip Florig      | 6:78, 6:2, 6:1 |
| 25. Juni 2020 | Matthias Bachinger – Philip Florig | 6:3, 6:2       |
| 25. Juni 2020 | Peter Heller – Niklas Guttau       | 6:1, 6:2       |

| #  | Spieler            | Spiele S/N | Sätze S/N |
| -- | ------------------ | ---------- | --------- |
| 1. | Peter Heller       | 3:0        | 6:0       |
| 2. | Matthias Bachinger | 2:1        | 4:2       |
| 3. | Niklas Guttau      | 1:2        | 3:3       |
| 4. | Philip Florig      | 0:3        | 1:6       |

| Datum         | Begegnungen                                         | Ergebnisse    |
| ------------- | --------------------------------------------------- | ------------- |
| 26. Juni 2020 | Spiel um Platz 3: Niklas Guttau – Philip Florig     | 6:2, 7:62     |
| 26. Juni 2020 | Spiel um Platz 1: Peter Heller – Matthias Bachinger | 6:3, 3:6, 2:6 |

##### Gruppe 6 (Großhesselohe)
| Datum         | Begegnungen                               | Ergebnisse    |
| ------------- | ----------------------------------------- | ------------- |
| 23. Juni 2020 | Lucas Gerch – Mika Lipp                   | 6:2, 6:1      |
| 23. Juni 2020 | Peter Gojowczyk – Benito Sanchez Martinez | 6:4, 6:4      |
| 24. Juni 2020 | Benito Sanchez-Martinez – Mika Lipp       | 6:2, 7:5      |
| 24. Juni 2020 | Peter Gojowczyk – Lucas Gerch             | 6:4, 3:6, 7:5 |
| 25. Juni 2020 | Lucas Gerch – Benito Sanchez-Martinez     | 6:4, 2:6, 6:1 |
| 25. Juni 2020 | Peter Gojowczyk – Mika Lipp               | 1:6, 2:6      |

| #  | Spieler                 | Spiele S/N | Sätze S/N |
| -- | ----------------------- | ---------- | --------- |
| 1. | Lucas Gerch             | 2:1        | 5:3       |
| 2. | Peter Gojowczyk         | 2:1        | 4:3       |
| 3. | Benito Sanchez-Martinez | 1:2        | 2:4       |
| 4. | Mika Lipp               | 1:2        | 2:4       |

| Datum         | Begegnungen                                           | Ergebnisse    |
| ------------- | ----------------------------------------------------- | ------------- |
| 26. Juni 2020 | Spiel um Platz 3: Benito Sanchez-Martinez – Mika Lipp | 6:4, 6:2      |
| 26. Juni 2020 | Spiel um Platz 1: Lucas Gerch – Paul Wörner ZBH2      | 3:6, 6:3, 6:2 |

##### Gruppe 7 (Neuss)
| Datum         | Begegnungen                             | Ergebnisse     |
| ------------- | --------------------------------------- | -------------- |
| 24. Juni 2020 | Constantin Schmitz ZBH3 – Max Wiskandt  | 6:4, 5:7, 6:71 |
| 24. Juni 2020 | Adrian Oetzbach – Sebastian Fanselow    | 3:6, 4:6       |
| 25. Juni 2020 | Constantin Schmitz – Adrian Oetzbach    | 6:3, 7:5       |
| 25. Juni 2020 | Max Wiskandt – Sebastian Fanselow       | 2:6, 4:6       |
| 26. Juni 2020 | Constantin Schmitz – Sebastian Fanselow | 3:6, 2:6       |
| 26. Juni 2020 | Adrian Oetzbach – Max Wiskandt          | 6:73, 6:4, 6:4 |

| #  | Spieler            | Spiele S/N | Sätze S/N |
| -- | ------------------ | ---------- | --------- |
| 1. | Sebastian Fanselow | 3:0        | 6:0       |
| 2. | Constantin Schmitz | 1:2        | 3:4       |
| 3. | Max Wiskandt       | 1:2        | 3:5       |
| 4. | Adrian Oetzbach    | 0:3        | 1:6       |

| Datum         | Begegnungen                                               | Ergebnisse |
| ------------- | --------------------------------------------------------- | ---------- |
| 27. Juni 2020 | Spiel um Platz 3: Adrian Oetzbach – Max Wiskandt          | 7:63, 7:5  |
| 27. Juni 2020 | Spiel um Platz 1: Constantin Schmitz – Sebastian Fanselow | 3:6, 2:6   |

##### Gruppe 8 (Mülheim an der Ruhr)
| Datum         | Begegnungen                        | Ergebnisse    |
| ------------- | ---------------------------------- | ------------- |
| 24. Juni 2020 | Marvin Möller – Stefan Seifert     | 4:6, 6:3, 7:5 |
| 24. Juni 2020 | Tom Schönenberg ZBH4 – Kai Wehnelt | 7:66, 6:3     |
| 25. Juni 2020 | Kai Wehnelt – Stefan Seifert       | 6:4, 6:2      |
| 25. Juni 2020 | Tom Schönenberg – Marvin Möller    | 6:4, 3:6, 4:6 |
| 26. Juni 2020 | Marvin Möller – Kai Wehnelt        | 6:4, 6:0      |
| 26. Juni 2020 | Tom Schönenberg – Stefan Seifert   | 6:4, 6:2      |

| #  | Spieler         | Spiele S/N | Sätze S/N |
| -- | --------------- | ---------- | --------- |
| 1. | Marvin Möller   | 3:0        | 6:2       |
| 2. | Tom Schönenberg | 2:1        | 5:2       |
| 3. | Kai Wehnelt     | 1:2        | 2:4       |
| 4. | Stefan Seifert  | 0:6        | 1:6       |

| Datum         | Begegnungen                                       | Ergebnisse    |
| ------------- | ------------------------------------------------- | ------------- |
| 27. Juni 2020 | Spiel um Platz 3: Kai Wehnelt – Stefan Seifert    | 5:2 Aufgabe   |
| 27. Juni 2020 | Spiel um Platz 1: Marvin Möller – Tom Schönenberg | 4:6, 6:1, 6:4 |

### Halbfinalrunde
Die Halbfinalrunde fand in Meerbusch statt.

#### Gruppe A
| Datum         | Begegnungen                         | Ergebnisse     |
| ------------- | ----------------------------------- | -------------- |
| 9. Juli 2020  | Yannick Maden – Daniel Masur        | 6:0, 6:71, 7:5 |
| 9. Juli 2020  | Cedrik-Marcel Stebe – Oscar Otte    | 3:6, 6:3, 4:6  |
| 10. Juli 2020 | Yannick Maden – Oscar Otte          | 1:6, 2:6       |
| 10. Juli 2020 | Cedrik-Marcel Stebe – Daniel Masur  | 6:1, 7:5       |
| 11. Juli 2020 | Oscar Otte – Daniel Masur           | 6:4, 2:6, 6:3  |
| 11. Juli 2020 | Cedrik-Marcel Stebe – Yannick Maden | 6:3, 6:2       |

| #  | Spieler             | Spiele S/N | Sätze S/N |
| -- | ------------------- | ---------- | --------- |
| 1. | Oscar Otte          | 3:0        | 6:2       |
| 2. | Cedrik-Marcel Stebe | 2:1        | 5:2       |
| 3. | Yannick Maden       | 2:1        | 3:5       |
| 4. | Daniel Masur        | 0:3        | 2:6       |

#### Gruppe B
| Datum         | Begegnungen                              | Ergebnisse    |
| ------------- | ---------------------------------------- | ------------- |
| 9. Juli 2020  | Maximilian Marterer – Marvin Möller HFH1 | 6:3, 7:62     |
| 9. Juli 2020  | Yannick Hanfmann – Mats Rosenkranz       | 4:6, 6:2, 6:3 |
| 10. Juli 2020 | Maximilian Marterer – Mats Rosenkranz    | 6:4, 6:1      |
| 10. Juli 2020 | Yannick Hanfmann – Marvin Möller         | 6:2, 6:4      |
| 11. Juli 2020 | Mats Rosenkranz – Marvin Möller          | 7:5, 4:6, 6:3 |
| 11. Juli 2020 | Yannick Hanfmann – Maximilian Marterer   | 6:4, 7:60     |

| #  | Spieler             | Spiele S/N | Sätze S/N |
| -- | ------------------- | ---------- | --------- |
| 1. | Yannick Hanfmann    | 3:0        | 6:0       |
| 2. | Maximilian Marterer | 2:1        | 4:3       |
| 3. | Mats Rosenkranz     | 1:2        | 3:5       |
| 4. | Marvin Möller       | 0:3        | 1:6       |

| Datum         | Begegnungen                                            | Ergebnisse    |
| ------------- | ------------------------------------------------------ | ------------- |
| 12. Juli 2020 | Spiel um Platz 7: Daniel Masur – Marvin Möller         | 7:5, 2:6, 6:1 |
| 12. Juli 2020 | Spiel um Platz 5: Yannick Maden – Mats Rosenkranz      | 4:6, 6:3, 2:6 |
| 12. Juli 2020 | Spiel um Platz 3: L. Gerch HFH2 – Maximillian Marterer | 3:6, 2:6      |
| 12. Juli 2020 | Spiel um Platz 1: Oscar Otte – Yannick Hanfmann        | 2:6, 2:6      |

### Finalrunde
Die Finalrunde fand in Großhesselohe statt.
| Datum         | Begegnungen                               | Ergebnisse      |
| ------------- | ----------------------------------------- | --------------- |
| 21. Juli 2020 | Yannick Hanfmann – Maximilian Marterer    | 7:67, 6:75, 1:6 |
| 21. Juli 2020 | Cedrik-Marcel Stebe – Oscar Otte          | 3:6, 7:61, 3:6  |
| 22. Juli 2020 | Yannick Hanfmann – Cedrik-Marcel Stebe    | 6:3, 6:1        |
| 22. Juli 2020 | Maximilian Marterer – Oscar Otte          | 4:6, 2:6        |
| 23. Juli 2020 | Yannick Hanfmann – Oscar Otte             | 7:63, 2:6, 4:6  |
| 23. Juli 2020 | Cedrik-Marcel Stebe – Maximilian Marterer | 6:3, 6:3        |

| #  | Spieler             | Spiele S/N | Sätze S/N |
| -- | ------------------- | ---------- | --------- |
| 1. | Oscar Otte          | 3:0        | 6:2       |
| 2. | Yannick Hanfmann    | 1:2        | 4:4       |
| 3. | Cedrik-Marcel Stebe | 1:2        | 3:4       |
| 4. | Maximilian Marterer | 1:2        | 2:5       |

| Datum         | Begegnungen                                                 | Ergebnisse       |
| ------------- | ----------------------------------------------------------- | ---------------- |
| 24. Juli 2020 | Spiel um Platz 3: Cedrik-Marcel Stebe – Maximilian Marterer | 4:6, 5:2 Aufgabe |
| 24. Juli 2020 | Finale Spiel um Platz 1: Yannick Hanfmann – Oscar Otte      | 6:4, 2:1 Aufgabe |

## Damen

### Vorrunde

#### Gruppe 1 (Darmstadt)
| Datum         | Begegnungen                        | Ergebnisse    |
| ------------- | ---------------------------------- | ------------- |
| 16. Juni 2020 | Caroline Werner – Tea Lukic        | 6:3, 7:66     |
| 16. Juni 2020 | Tamara Korpatsch – Nastasja Schunk | 6:1, 7:64     |
| 17. Juni 2020 | Caroline Werner – Nastasja Schunk  | 1:6, 1:6      |
| 17. Juni 2020 | Tamara Korpatsch – Tea Lukic       | 6:2, 6:4      |
| 18. Juni 2020 | Nastasja Schunk – Tea Lukic        | 2:6, 7:5, 6:0 |
| 18. Juni 2020 | Tamara Korpatsch – Caroline Werner | 6:2, 6:0      |

| #  | Spielerin        | Spiele S/N | Sätze S/N |
| -- | ---------------- | ---------- | --------- |
| 1. | Tamara Korpatsch | 3:0        | 6:0       |
| 2. | Nastasja Schunk  | 2:1        | 4:3       |
| 3. | Caroline Werner  | 1:2        | 2:4       |
| 4. | Tea Lukic        | 0:3        | 1:6       |

#### Gruppe 2 (Versmold)
| Datum         | Begegnungen                           | Ergebnisse    |
| ------------- | ------------------------------------- | ------------- |
| 16. Juni 2020 | Vivian Heisen – Joëlle Steur          | 6:2, 6:0      |
| 16. Juni 2020 | Anna-Lena Friedsam – Julia Middendorf | 6:0, 3:6, 2:6 |
| 17. Juni 2020 | Vivian Heisen – Julia Middendorf      | 5:7, 6:4, 3:6 |
| 17. Juni 2020 | Anna-Lena Friedsam – Joëlle Steur     | 6:4, 6:4      |
| 18. Juni 2020 | Julia Middendorf – Joëlle Steur       | 1:6, 7:5, 6:2 |
| 18. Juni 2020 | Anne-Lena Friedsam – Vivian Heisen    | 3:0 Aufgabe   |

| #  | Spielerin          | Spiele S/N | Sätze S/N |
| -- | ------------------ | ---------- | --------- |
| 1. | Julia Middendorf   | 3:0        | 6:3       |
| 2. | Anna-Lena Friedsam | 2:1        | 4:2       |
| 3. | Vivian Heisen      | 1:2        | 3:3       |
| 4. | Joëlle Steur       | 0:3        | 1:6       |

#### Gruppe 3 (Stuttgart)
| Datum         | Begegnungen                          | Ergebnisse        |
| ------------- | ------------------------------------ | ----------------- |
| 16. Juni 2020 | Laura Siegemund – Alexandra Vecic    | 6:3, 6:1          |
| 16. Juni 2020 | Laura Schaeder – Romy Kölzer         | 2:6, 5:7          |
| 17. Juni 2020 | Laura Siegemund – Romy Kölzer        | 6:1, 6:0          |
| 17. Juni 2020 | Laura Schaeder – Alexandra Vecic     | 4:6, 6:2, Aufgabe |
| 18. Juni 2020 | Laura Siegemund – Laura Schaeder     | 6:1, 6:2          |
| 18. Juni 2020 | Carmen Schultheiss VD1 – Romy Kölzer | 1:6, 1:6          |

| #  | Spielerin                          | Spiele S/N | Sätze S/N |
| -- | ---------------------------------- | ---------- | --------- |
| 1. | Laura Siegemund                    | 3:0        | 6:0       |
| 2. | Romy Kölzer                        | 2:1        | 4:2       |
| 3. | Laura Schaeder                     | 1:2        | 1:5       |
| 4. | Alexandra Vecic Carmen Schultheiss | 0:2 0:1    | 1:3 0:2   |

#### Gruppe 4 (Darmstadt)
| Datum         | Begegnungen                   | Ergebnisse       |
| ------------- | ----------------------------- | ---------------- |
| 16. Juni 2020 | Jule Niemeier – Nicole Rivkin | 6:2, 5:7, 6:4    |
| 16. Juni 2020 | Mona Barthel – Mara Guth      | 6:0, 6:2         |
| 17. Juni 2020 | Jule Niemeier – Mara Guth     | 6:1, 6:3         |
| 17. Juni 2020 | Mona Barthel – Nicole Rivkin  | 6:1, 3:2 Aufgabe |
| 18. Juni 2020 | Mara Guth – Jasmin Jebawy VD2 | 7:5, 6:4         |
| 18. Juni 2020 | Mona Barthel – Jule Niemeier  | 7:68, 6:2        |

| #  | Spielerin                   | Spiele S/N | Sätze S/N |
| -- | --------------------------- | ---------- | --------- |
| 1. | Mona Barthel                | 3:0        | 6:0       |
| 2. | Jule Niemeier               | 2:1        | 4:3       |
| 3. | Mara Guth                   | 1:2        | 2:4       |
| 4. | Nicole Rivkin Jasmin Jebawy | 0:2 0:1    | 1:4 0:2   |

#### Gruppe 5 (Versmold)
| Datum         | Begegnungen                         | Ergebnisse            |
| ------------- | ----------------------------------- | --------------------- |
| 16. Juni 2020 | Julyette Steur – Mina Hodzic        | 2:6, 1:6              |
| 16. Juni 2020 | Katharina Gerlach – Angelina Wirges | 6:4, 6:1              |
| 17. Juni 2020 | Julyette Steur – Angelina Wirges    | 1:6, 7:5, 5:2 Aufgabe |
| 17. Juni 2020 | Katharina Gerlach – Mina Hodzic     | 6:3, 6:4              |
| 18. Juni 2020 | Angelina Wirges – Mina Hodzic       | 2:6, 5:7              |
| 18. Juni 2020 | Katharina Gerlach – Julyette Steur  | 7:5, 6:1              |

| #  | Spielerin         | Spiele S/N | Sätze S/N |
| -- | ----------------- | ---------- | --------- |
| 1. | Katharina Gerlach | 3:0        | 6:0       |
| 2. | Mina Hodzic       | 2:1        | 4:2       |
| 3. | Julyette Steur    | 1:2        | 2:5       |
| 4. | Angelina Wirges   | 0:3        | 1:6       |

#### Gruppe 6 (Stuttgart)
| Datum         | Begegnungen                    | Ergebnisse |
| ------------- | ------------------------------ | ---------- |
| 16. Juni 2020 | Anna Zaja – Sarah Müller       | 6:1, 6:3   |
| 16. Juni 2020 | Lisa Matviyenko – Eva Lys      | 5:7, 5:7   |
| 17. Juni 2020 | Anna Zaja – Eva Lys            | 6:1, 6:1   |
| 17. Juni 2020 | Lisa Matviyenko – Sarah Müller | 6:4, 6:3   |
| 18. Juni 2020 | Eva Lys – Sarah Müller         | 6:2, 6:2   |
| 18. Juni 2020 | Lisa Matviyenko – Anna Zaja    | 1:6, 1:6   |

| #  | Spielerin       | Spiele S/N | Sätze S/N |
| -- | --------------- | ---------- | --------- |
| 1. | Anna Zaja       | 3:0        | 6:0       |
| 2. | Eva Lys         | 2:1        | 4:2       |
| 3. | Lisa Matviyenko | 1:2        | 2:4       |
| 4. | Sarah Müller    | 0:3        | 0:6       |

#### Platzierungsspiele
| Datum                       | Begegnungen                                            | Ergebnisse       |
| --------------------------- | ------------------------------------------------------ | ---------------- |
| Gruppen 1 + 4 19. Juni 2020 | Spiel um Platz 7: Tea Lukic – Jasmin Jebawy            | 6:1, 6:1         |
| Gruppen 1 + 4 19. Juni 2020 | Spiel um Platz 5: Caroline Werner – Mara Guth          | 6:4, 6:4         |
| Gruppen 1 + 4 19. Juni 2020 | Spiel um Platz 3: Nastasja Schunk – Jule Niemeier      | 6:1, 6:0         |
| Gruppen 1 + 4 19. Juni 2020 | Spiel um Platz 1: Tamara Korpatsch – Mona Barthel      | 6:4, 4:3 Aufgabe |
| Gruppen 2 + 5 19. Juni 2020 | Spiel um Platz 7: Joëlle Steur – Angelina Wirges       | 7:64, 7:5        |
| Gruppen 2 + 5 19. Juni 2020 | Spiel um Platz 5: Julia Wachaczyk VD3 – Julyette Steur | 3:6, 6:4, 6:4    |
| Gruppen 2 + 5 19. Juni 2020 | Spiel um Platz 3: Anna-Lena Friedsam – Mina Hodzic     | 6:4, 7:5         |
| Gruppen 2 + 5 19. Juni 2020 | Spiel um Platz 1: Julia Middendorf – Katharina Gerlach | 2:6, 3:6         |
| Gruppen 3 + 6 19. Juni 2020 | Spiel um Platz 7: Carmen Schultheiss – Sarah Müller    | 7:5, 3:6, 1:6    |
| Gruppen 3 + 6 19. Juni 2020 | Spiel um Platz 5: Laura Schaeder – Lisa Matviyenko     | 7:5, 3:0 Aufgabe |
| Gruppen 3 + 6 19. Juni 2020 | Spiel um Platz 3: Romy Kölzer – Eva Lys                | 6:5 Aufgabe      |
| Gruppen 3 + 6 19. Juni 2020 | Spiel um Platz 1: Laura Siegemund – Anna Zaja          | 2:6, 7:67, 6:1   |

### Haupt- und Bonusrunde

#### Hauptrunde

##### Gruppe 1 (Darmstadt)
| Datum         | Begegnungen                     | Ergebnisse |
| ------------- | ------------------------------- | ---------- |
| 30. Juni 2020 | Laura Siegemund – Romy Kölzer   | 6:0, 6:2   |
| 30. Juni 2020 | Jule Niemeier – Mina Hodzic     | 6:2, 7:5   |
| 1. Juli 2020  | Laura Siegemund – Jule Niemeier | 6:4, 6:4   |
| 1. Juli 2020  | Romy Kölzer – Mina Hodzic       | 7:65, 6:4  |
| 2. Juli 2020  | Laura Siegemund – Mina Hodzic   | 7:65, 6:2  |
| 2. Juli 2020  | Jule Niemeier – Romy Kölzer     | 7:63, 7:5  |

| #  | Spielerin       | Spiele S/N | Sätze S/N |
| -- | --------------- | ---------- | --------- |
| 1. | Laura Siegemund | 3:0        | 6:0       |
| 2. | Jule Niemeier   | 2:1        | 4:2       |
| 3. | Romy Kölzer     | 1:2        | 2:4       |
| 4. | Mina Hodzic     | 0:3        | 0:6       |

| Datum        | Begegnungen                                       | Ergebnisse    |
| ------------ | ------------------------------------------------- | ------------- |
| 3. Juli 2020 | Spiel um Platz 3: Romy Kölzer – Mina Hodzic       | 6:2, 6:2      |
| 3. Juli 2020 | Spiel um Platz 1: Laura Siegemund – Jule Niemeier | 5:7, 6:3, 6:4 |

##### Gruppe 2 (Kamen)
| Datum         | Begegnungen                         | Ergebnisse        |
| ------------- | ----------------------------------- | ----------------- |
| 30. Juni 2020 | Katharina Gerlach – Nastasja Schunk | 4:6, 4:6          |
| 30. Juni 2020 | Mona Barthel – Caroline Werner      | 6:1, 6:712, 6:1   |
| 2. Juli 2020  | Caroline Werner – Nastasja Schunk   | 6:79, 1:4 Aufgabe |
| 2. Juli 2020  | Mona Barthel – Katharina Gerlach    | 6:4, 3:6, 0:6     |
| 2. Juli 2020  | Katharina Gerlach – Caroline Werner | 6:0, 6:1          |
| 3. Juli 2020  | Mona Barthel – Nastasja Schunk      | 1:6, 7:5, 6:2     |

| #  | Spielerin         | Spiele S/N | Sätze S/N |
| -- | ----------------- | ---------- | --------- |
| 1. | Nastasja Schunk   | 2:1        | 5:2       |
| 2. | Katharina Gerlach | 2:1        | 4:3       |
| 3. | Mona Barthel      | 2:1        | 5:4       |
| 4. | Caroline Werner   | 1:2        | 1:6       |

| Datum        | Begegnungen                                           | Ergebnisse |
| ------------ | ----------------------------------------------------- | ---------- |
| 3. Juli 2020 | Spiel um Platz 3: Mona Barthel – Jana Hecking HBD1    | 6:0, 6:1   |
| 3. Juli 2020 | Spiel um Platz 1: Nastasja Schunk – Katharina Gerlach | 3:6, 2:6   |

##### Gruppe 3 (Hannover)
| Datum         | Begegnungen                         | Ergebnisse     |
| ------------- | ----------------------------------- | -------------- |
| 30. Juni 2020 | Tamara Korpatsch – Lisa Matviyenko  | 6:1, 6:2       |
| 30. Juni 2020 | Anna Zaja – Julia Middendorf        | 7:5, 7:5       |
| 1. Juli 2020  | Tamara Korpatsch – Anna Zaja        | 6:3, 6:4       |
| 2. Juli 2020  | Lisa Matviyenko – Julia Middendorf  | 0:6, 1:6       |
| 2. Juli 2020  | Tamara Korpatsch – Julia Middendorf | 4:6, 6:3, 6:1  |
| 2. Juli 2020  | Anna Zaja – Lisa Matviyenko         | 7:67, 5:7, 6:4 |

| #  | Spielerin        | Spiele S/N | Sätze S/N |
| -- | ---------------- | ---------- | --------- |
| 1. | Tamara Korpatsch | 3:0        | 6:1       |
| 2. | Anna Zaja        | 2:1        | 4:3       |
| 3. | Julia Middendorf | 1:2        | 3:4       |
| 4. | Lisa Matviyenko  | 0:3        | 1:6       |

| Datum        | Begegnungen                                          | Ergebnisse  |
| ------------ | ---------------------------------------------------- | ----------- |
| 3. Juli 2020 | Spiel um Platz 3: Julia Middendorf – Lisa Matviyenko | 6:1, 7:5    |
| 3. Juli 2020 | Spiel um Platz 1: Tamara Korpatsch – Anna Zaja       | 5:1 Aufgabe |

#### Bonusrunde

##### Gruppe 4 (Darmstadt)
| Datum         | Begegnungen                        | Ergebnisse       |
| ------------- | ---------------------------------- | ---------------- |
| 30. Juni 2020 | Laura Schaeder – Sarah Müller      | 6:3, 6:1         |
| 30. Juni 2020 | Julia Wachacyzk – Tea Lukic        | 7:5, 1:0 Aufgabe |
| 1. Juli 2020  | Laura Schaeder – Julia Wachacyzk   | 1:6, 2:6         |
| 1. Juli 2020  | Sarah Müller – Kathleen Kanev HBD2 | 2:6, 6:75        |
| 2. Juli 2020  | Laura Schaeder – Kathleen Kanev    | 7:5, 6:3         |
| 2. Juli 2020  | Julia Wachacyzk – Sarah Müller     | 6:0, 3:6, 6:2    |

| #  | Spielerin                | Spiele S/N | Sätze S/N |
| -- | ------------------------ | ---------- | --------- |
| 1. | Julia Wachacyzk          | 3:0        | 6:1       |
| 2. | Laura Schaeder           | 2:1        | 4:2       |
| 3. | Tea Lukic Kathleen Kanev | 0:1 1:1    | 0:2 2:2   |
| 4. | Sarah Müller             | 0:3        | 1:6       |

| Datum        | Begegnungen                                        | Ergebnisse    |
| ------------ | -------------------------------------------------- | ------------- |
| 3. Juli 2020 | Spiel um Platz 3: Kathleen Kanev – Sarah Müller    | 4:6, 4:6      |
| 3. Juli 2020 | Spiel um Platz 1: Julia Wachacyzk – Laura Schaeder | 4:6, 6:4, 6:3 |

##### Gruppe 5 (Kamen)
| Datum         | Begegnungen                           | Ergebnisse    |
| ------------- | ------------------------------------- | ------------- |
| 30. Juni 2020 | Carmen Schultheiss – Joëlle Steur     | 4:6, 6:4, 3:6 |
| 30. Juni 2020 | Lisa Ponomar – Katharina Hering       | 6:2, 6:0      |
| 1. Juli 2020  | Carmen Schultheiss – Katharina Hering | 3:6, 6:4, 3:6 |
| 1. Juli 2020  | Lisa Ponomar – Joëlle Steur           | 5:7, 3:6      |
| 2. Juli 2020  | Katharina Hering – Joëlle Steur       | 7:61, 7:64    |
| 2. Juli 2020  | Lisa Ponomar – Vivian Wolff HBD3      | 6:4, 6:3      |

| #  | Spielerin                       | Spiele S/N | Sätze S/N |
| -- | ------------------------------- | ---------- | --------- |
| 1. | Lisa Ponomar                    | 2:1        | 4:2       |
| 2. | Joëlle Steur                    | 2:1        | 4:3       |
| 3. | Katharina Hering                | 2:1        | 4:3       |
| 4. | Carmen Schultheiss Vivian Wolff | 0:2 0:1    | 2:4 0:2   |

| Datum        | Begegnungen                                       | Ergebnisse |
| ------------ | ------------------------------------------------- | ---------- |
| 3. Juli 2020 | Spiel um Platz 3: Katharina Hering – Vivian Wolff | 6:2, 7:5   |
| 3. Juli 2020 | Spiel um Platz 1: Lisa Ponomar – Joëlle Steur     | 6:1, 7:65  |

##### Gruppe 6 (Hannover)
| Datum         | Begegnungen                     | Ergebnisse    |
| ------------- | ------------------------------- | ------------- |
| 30. Juni 2020 | Anna Klasen – Angelina Wirges   | 6:4, 4:6, 6:3 |
| 30. Juni 2020 | Jasmin Jebawy – Nicole Rivkin   | 0:6, 2:6      |
| 1. Juli 2020  | Anna Klasen – Jasmin Jebawy     | 6:0, 6:2      |
| 1. Juli 2020  | Angelina Wirges – Nicole Rivkin | 4:6, 2:6      |
| 2. Juli 2020  | Anna Klasen – Nicole Rivkin     | 6:3, 6:3      |
| 2. Juli 2020  | Jasmin Jebawy – Angelina Wirges | 0:6, 5:7      |

| #  | Spielerin       | Spiele S/N | Sätze S/N |
| -- | --------------- | ---------- | --------- |
| 1. | Anna Klasen     | 3:0        | 6:1       |
| 2. | Nicole Rivkin   | 2:1        | 4:2       |
| 3. | Angelina Wirges | 1:2        | 3:4       |
| 4. | Jasmin Jebawy   | 0:3        | 0:6       |

| Datum        | Begegnungen                                       | Ergebnisse |
| ------------ | ------------------------------------------------- | ---------- |
| 3. Juli 2020 | Spiel um Platz 3: Anna Klasen – Nicole Rivkin     | 6:3, 6:3   |
| 3. Juli 2020 | Spiel um Platz 1: Angelina Wirges – Jasmin Jebawy | 7:5, 6:2   |

### Halbfinalrunde
Die Halbfinalrunde fand in Darmstadt statt.

#### Gruppe A
| Datum         | Begegnungen                         | Ergebnisse |
| ------------- | ----------------------------------- | ---------- |
| 15. Juli 2020 | Laura Siegemund – Jule Niemeier     | 6:4, 6:4   |
| 15. Juli 2020 | Katharina Gerlach – Lisa Ponomar    | 7:5, 6:1   |
| 16. Juli 2020 | Laura Siegemund – Lisa Ponomar      | 6:3, 6:2   |
| 16. Juli 2020 | Katharina Gerlach – Jule Niemeier   | 6:2, 6:1   |
| 17. Juli 2020 | Jule Niemeier – Lisa Ponomar        | 6:1, 6:3   |
| 17. Juli 2020 | Laura Siegemund – Katharina Gerlach | 7:5, 6:0   |

| #  | Spielerin         | Spiele S/N | Sätze S/N |
| -- | ----------------- | ---------- | --------- |
| 1. | Laura Siegemund   | 3:0        | 6:0       |
| 2. | Katharina Gerlach | 2:1        | 4:2       |
| 3. | Jule Niemeier     | 1:2        | 2:4       |
| 4. | Lisa Ponomar      | 0:3        | 0:6       |

#### Gruppe B
| Datum         | Begegnungen                           | Ergebnisse       |
| ------------- | ------------------------------------- | ---------------- |
| 15. Juli 2020 | Tamara Korpatsch – Nastasja Schunk    | 4:6, 6:7         |
| 15. Juli 2020 | Anna-Lena Friedsam – Anna Zaja        | 3:6, 6:1, 6:3    |
| 16. Juli 2020 | Tamara Korpatsch – Anna Zaja          | 6:2, 6:1         |
| 16. Juli 2020 | Anna-Lena Friedsam – Nastasja Schunk  | 6:1, 5:7 Aufgabe |
| 17. Juli 2020 | Anna Zaja – Nastasja Schunk           | 6:4, 6:1         |
| 17. Juli 2020 | Anna-Lena Friedsam – Tamara Korpatsch | 2:6, 7:5, 6:2    |

| #  | Spielerin          | Spiele S/N | Sätze S/N |
| -- | ------------------ | ---------- | --------- |
| 1. | Anna-Lena Friedsam | 2:1        | 5:4       |
| 2. | Nastasja Schunk    | 2:1        | 4:3       |
| 3. | Tamara Korpatsch   | 1:2        | 3:4       |
| 4. | Anna Zaja          | 1:2        | 3:4       |

| Datum         | Begegnungen                                           | Ergebnisse    |
| ------------- | ----------------------------------------------------- | ------------- |
| 18. Juli 2020 | Spiel um Platz 7: Lisa Ponomar – Anna Zaja            | 4:6, 4:6      |
| 18. Juli 2020 | Spiel um Platz 5: Jule Niemeier – Tamara Korpatsch    | 4:6, 3:6      |
| 18. Juli 2020 | Spiel um Platz 3: Katharina Gerlach – Nastasja Schunk | 1:6, 4:6      |
| 18. Juli 2020 | Spiel um Platz 1: Laura Siegemund – Romy Kölzer HFD1  | 4:6, 6:0, 6:1 |

### Finalrunde
Die Finalrunde fand in Versmold statt.
| Datum         | Begegnungen                          | Ergebnisse    |
| ------------- | ------------------------------------ | ------------- |
| 23. Juli 2020 | Laura Siegemund – Nastasja Schunk    | 2:6, 6:7      |
| 23. Juli 2020 | Anna Zaja FD1 – Tamara Korpatsch FD2 | 6:7, 6:3, 6:4 |
| 24. Juli 2020 | Laura Siegemund – Tamara Korpatsch   | 4:6, 6:2, 4:6 |
| 24. Juli 2020 | Nastasja Schunk – Anna Zaja          | 6:7, 6:7      |
| 25. Juli 2020 | Lisa Ponomar FD3 – Anna Zaja         | 1:6, 1:6      |
| 25. Juli 2020 | Nastasja Schunk – Tamara Korpatsch   | 7:5, 4:6, 1:6 |

| #  | Spielerin                    | Spiele S/N | Sätze S/N |
| -- | ---------------------------- | ---------- | --------- |
| 1. | Anna Zaja                    | 3:0        | 6:1       |
| 2. | Tamara Korpatsch             | 2:1        | 5:4       |
| 3. | Nastasja Schunk              | 1:2        | 3:4       |
| 4. | Laura Siegemund Lisa Ponomar | 0:2 0:1    | 1:4 0:2   |

| Datum         | Begegnungen                                           | Ergebnisse    |
| ------------- | ----------------------------------------------------- | ------------- |
| 26. Juli 2020 | Spiel um Platz 3: Nastasja Schunk – Lisa Ponomar      | 4:6, 6:3, 2:6 |
| 26. Juli 2020 | Finale Spiel um Platz 1: Anna Zaja – Tamara Korpatsch | 5:7, 6:72     |